# Guarapari (gemeente)
Guarapari is een gemeente in de Braziliaanse deelstaat Espírito Santo. De gemeente telt 123.166 inwoners (schatting 2017).

## Aangrenzende gemeenten
De gemeente grenst aan Alfredo Chaves, Anchieta, Marechal Floriano, Viana en  Vila Velha.